# Limagnole
Die Limagnole ist ein kleiner Fluss im Zentralmassiv von Frankreich, der im Département Lozère der Region Okzitanien nordwestlich der Stadt Mende verläuft.

## Geografie

### Verlauf
Die Limagnole entspringt unter dem Namen Ruisseau de Gazamas an der Südflanke der Montagne de Fraissinet-Langlade im Gemeindegebiet von Lajo. Sie verläuft generell Richtung Südwest durch die Landschaft Margeride und mündet nach rund 16 Kilometern an der Gemeindegrenze von Saint-Alban-sur-Limagnole und Fontans als rechter Nebenfluss in die Truyère.

### Orte am Fluss
(Reihenfolge in Fließrichtung)
- Lajo
- La Roche, Gemeinde Lajo
- Les Faux, Gemeinde Saint-Alban-sur-Limagnole
- Limagne, Gemeinde Saint-Alban-sur-Limagnole
- Saint-Alban-sur-Limagnole
- Le Mont Bas, Gemeinde Fontans